# Deiregyne thelyrnitra
Deiregyne thelyrnitra är en orkidéart som först beskrevs av Heinrich Gustav Reichenbach, och fick sitt nu gällande namn av Rudolf Schlechter. Deiregyne thelyrnitra ingår i släktet Deiregyne, och familjen orkidéer.
Artens utbredningsområde är Guatemala. Inga underarter finns listade i Catalogue of Life.